# José Dimas Larrosa
José Dimas Larossa (?–?) paraguayi nemzetközi labdarúgó-játékvezető.

## Pályafutása

### Nemzeti játékvezetés
Az I. Liga játékvezetőjeként 1970-ben vonult vissza.

### Nemzetközi játékvezetés
A Francia labdarúgó-szövetség Játékvezető Bizottsága (JB) terjesztette fel nemzetközi játékvezetőnek, a Nemzetközi Labdarúgó-szövetség (FIFA) 1963-tól tartotta nyilván bírói keretében. A FIFA JB központi nyelvei közül a spanyolt beszélte. Több nemzetek közötti válogatott és klubmérkőzést vezetett, vagy működő társának partbíróként segített. Az aktív nemzetközi játékvezetéstől 1970-ben búcsúzott.

#### Copa América
Bolívia rendezte a 28., az 1963-as Copa América labdarúgó kupát, ahol a CONMEBOL JB bíróként foglalkoztatta.

##### Copa América mérkőzés
| Időpont           | Helyszín                           | Mérkőzés típusa | Mérkőzés         | Eredmény | Nézők száma |
| ----------------- | ---------------------------------- | --------------- | ---------------- | -------- | ----------- |
| 1963. március 10. | Félix Capriles Stadion, Cochabamba | csoportmérkőzés | Brazília–Peru    | 1 – 0    | 18 000      |
| 1963. március 13. | Félix Capriles Stadion, Cochabamba | csoportmérkőzés | Peru–Argentína   | 2 – 1    | 10 000      |
| 1963. március 24. | Félix Capriles Stadion, Cochabamba | csoportmérkőzés | Bolívia–Paraguay | 2 – 0    | 18 000      |
| 1963. március 27. | Félix Capriles Stadion, Cochabamba | csoportmérkőzés | Brazília–Ecuador | 2 – 2    | 20 000      |
| 1963. március 31. | Hernando Siles Stadion, La Paz     | csoportmérkőzés | Ecuador–Kolumbia | 4 – 3    | 15 000      |

#### Nemzetközi kupamérkőzések
Vezetett kupadöntők száma: 2.

##### Copa Libertadores
| Időpont             | Helyszín                                    | Mérkőzés típusa        | Mérkőzés                                   | Eredmény | Nézők száma |
| ------------------- | ------------------------------------------- | ---------------------- | ------------------------------------------ | -------- | ----------- |
| 1964. augusztus 12. | Libertadores de América Stadion, Avellaneda | döntő második mérkőzés | CA Independiente–Club Nacional de Football | 1 – 0    | 80 000      |
| 1970. május 27.     | Estadio Centenario, Montevideo              | döntő második mérkőzés | CA Peñarol–Estudiantes de La Plata         | 0 – 0    | 60 000      |